# 12912 Streator
12912 Streator (1998 SR60) là một tiểu hành tinh vành đai chính.